# Bolitophila distus
Bolitophila distus is een muggensoort uit de familie van de Bolitophilidae. De wetenschappelijke naam van de soort is voor het eerst geldig gepubliceerd in 1937 door Fisher.